# Nessa, Haute-Corse
Nessa är en kommun i departementet Haute-Corse på ön Korsika i Frankrike. Kommunen ligger i kantonen Belgodère som tillhör arrondissementet Calvi. År 2022 hade Nessa 124 invånare.

## Befolkningsutveckling
Antalet invånare i kommunen Nessa
Referens:INSEE